# Julius Meinl (azienda)
La Julius Meinl AG è una casa produttrice di caffè austriaca, fondata da Julius Meinl. Il marchio è diffuso in tutta l’Europa centrale, ad esempio in Slovenia e Polonia, ma è presente anche in Italia (prevalentemente nel Triveneto). A Trieste il caffè è servito in diversi bar della città, mentre nell'Alto Adige risulta essere la scelta più diffusa di caffè. 
La casa, fondata nel 1862 a Vienna, allora incontrastata capitale del caffè mitteleuropeo anche grazie al porto di Trieste allora austriaco, ha ora filiali nella maggior parte delle capitali dell'est europeo ed a Chicago negli USA. Un tempo possedeva anche catene di supermercati nelle città altoatesine ove era possibile acquistare prodotti alimentari di raffinata gastronomia e liquori coloniali.

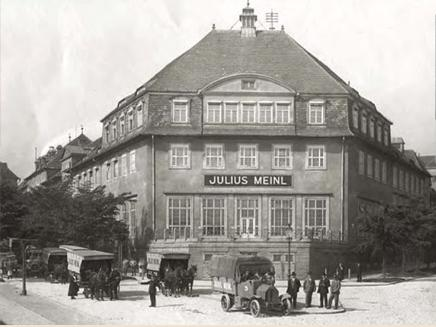
La prima fabbrica della società a Ottakring, vicino a Vienna

Simbolo della società è una testa di bambino moro con il tradizionale fez rosso sulla testa disegnato nel XIX secolo dall'artista austriaco Joseph Binder.
Attualmente la Julius Meinl AG è a capo di un'holding nella quale è presente anche un istituto bancario, la Meinl Bank. In Italia è commercializzato anche un altro prodotto della stessa casa: il Caffè del Moro.

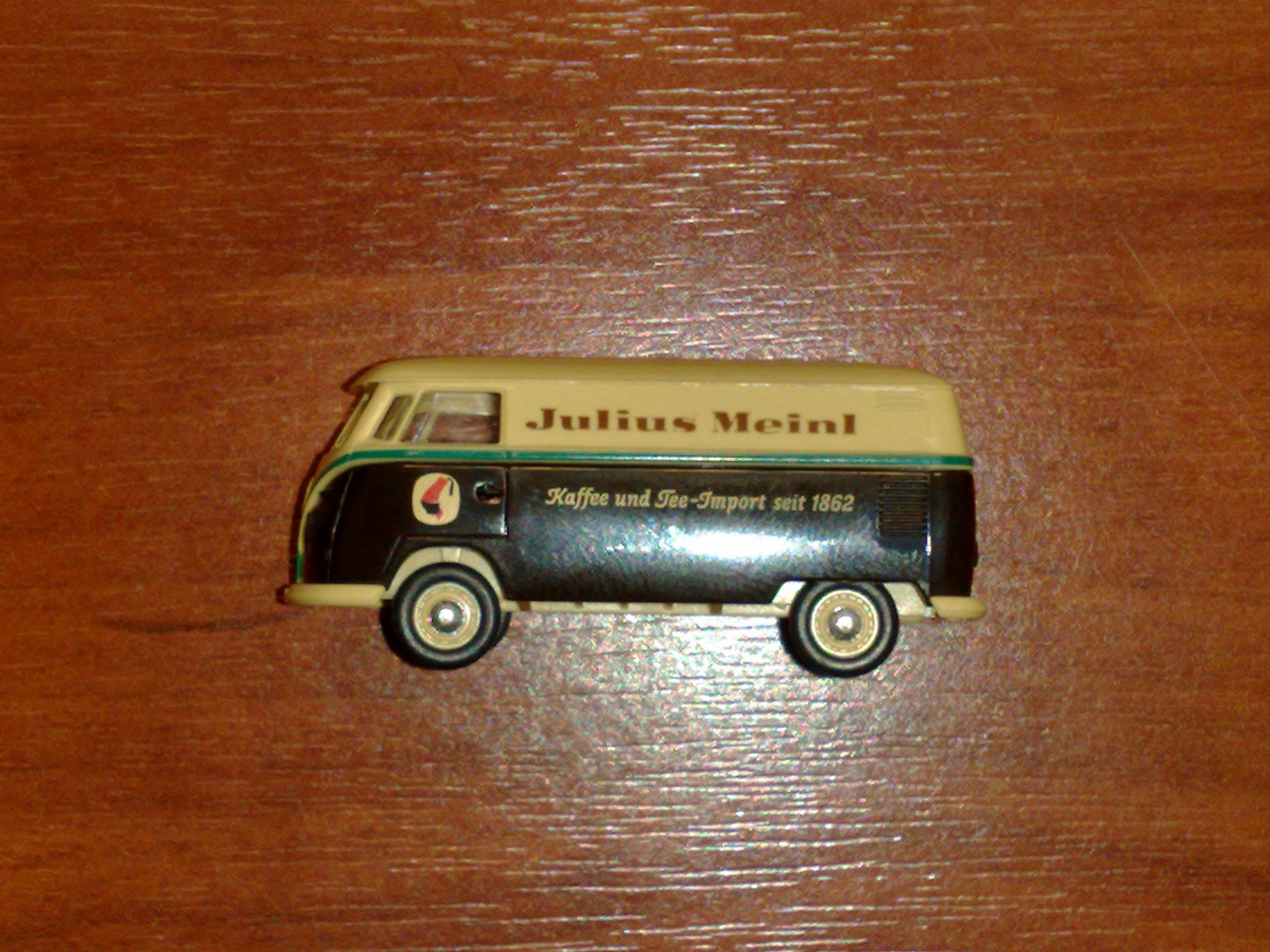
Tipico furgone Volkswagen Kasten W1 per consegna prodotti Meinl in Austria

## Apparizioni nei media
- I caffè viennesi della casa Meinl appaiono in molte puntate del telefilm della serie Il commissario Rex girato nella capitale austriaca.

Inoltre compare in una strada di Monaco di Baviera, nella film-serie “ il giovane Hitler”.